# موسيلي ماكوتا
موسيلي ماكوتا (بالإنجليزية: Mosili Makuta)‏ هي مُمثلة من ليسوتو تنتمي إلى عرقية شعب السوتو. شاركت الممثلة سنة 2017 في فيلم خمسة أصابع لأجل مارسيليا.

## مسارها الفني
في عام 2016، مثلت موسيلي في مسرحية «ابنة أبي - كوماتسي» (بالإنجليزية: My Father's Daughter – Qomatse)‏ جنبًا إلى جنب مع الممثل الجنوب أفريقي جيري موفوكينغ، حيث لعبت دور شخصية «ديبو» (بالإنجليزية: Dipuo)‏. عُرضت المسرحية رسميًا لأول مرة في 23 مايو 2016 في بلومفونتين.
في عام 2017، مثل ماكوتا دور شُرطية في الفيلم الجنوب أفريقي خمسة أصابع لأجل مارسيليا. حصل الفيلم على تقييمات إيجابية من النقاد، وقد عُرض في دورة سنة 2017 من مهرجان تورونتو السينمائي الدولي.

## أعمالها
| عام  | عنوان العمل بالعربية     | العنوان الأصلي                 | نوعه         | الشخصية | مراجع |
| ---- | ------------------------ | ------------------------------ | ------------ | ------- | ----- |
| 2016 | ابنة أبي - كوماتسي       | My Father's Daughter – Qomatse | مسرحية       | ديبو    |       |
| 2017 | خمسة أصابع لأجل مارسيليا | Five Fingers for Marseilles    | فيلم سينمائي | شرطية   |       |

## روابط خارجية
موسيلي ماكوتا على موقع IMDb (الإنجليزية)